# Dominique Rolin
Dominique Rolin (Bruxelles, 22 maggio 1913 – Parigi, 15 maggio 2012) è stata una scrittrice belga.

## Biografia
Dominique Rolin nasce a Bruxelles il 22 maggio 1913 in una famiglia di letterati (padre direttore della biblioteca del ministero della giustizia e madre professoressa figlia dello scrittore Léon Cladel).
Dopo il divorzio dei genitori (esperienza che influenzerà la sua produzione letteraria), compie studi da bibliotecaria prima di esordire nel 1932 con il romanzo breve Repas de famille, ma ottiene una certa notorietà solo dieci anni dopo con il romanzo Marais, accolto favorevolmente da Max Jacob e Jean Cocteau.
Nel 1937 sposa il poeta Hubert Mottart dal quale ha una figlia, Christine, ma i due si separano pochi anni dopo.
Lasciato definitivamente il Belgio per la Francia nel 1946, si trasferisce a Parigi dove lavora alla rivista "Nouvelles littéraires" e sposa nel 1955 il pittore e scultore Bernard Milleret che muore due anni dopo.
Autrice di numerosi romanzi, nel 1952 vince il Prix Femina con La morte in festa e nel 1994 il Grand Prix national des lettres alla carriera.
Celebre anche per la relazione extraconiugale con lo scrittore Philippe Sollers, muore a Parigi il 15 maggio 2012 una settimana prima del compimento dei 99 anni.

## Opere
- Repas de famille (1932)
- Les Pieds d’argile (1935)
- La Peur (1936)
- Marais (1942)
- Anne la bien-aimée (1944)
- Les deux sœurs (1946)
- Moi qui ne suis qu'amour (1948)
- La morte in festa (Le Souffle, 1952), Milano, Marvimo, 1953 traduzione di Pino Mensi
- Les Quatre coins (1954)
- Le Gardien (1955)
- Artémis (1958)
- Le Lit (1960)
- Maintenant (1967)
- Carnet de Cannes (1967)
- Le Corps (1969)
- Les Éclairs (1971)
- Lettre au vieil homme (1973)
- L'arrabbiato (L'Enragé, 1978), Rimini, Panozzo, 1992 traduzione di Elena Ricci
- L'Infini chez soi (1980)
- L'Enfant-roi (1986)
- Trent'anni di folle amore (Trente ans d’amour fou, 1988), Palermo, ILA Palma - Roma, Edizioni associate, 1996 traduzione di Denise Jacobs ISBN 88-7704-222-2.
- Vingt chambres d’hôtel (1990)
- Bruges la vive (1990)
- L'Accoudoir (1996)
- La Rénovation (1998)
- Journal amoureux (2000)
- Le Futur immédiat (2001)
- Plaisirs (2001)
- Lettre à Lise (2003)

## Adattamenti cinematografici
- Quai Notre-Dame, regia di Jacques Berthier (1961)
- Le Lit, regia di Marion Hänsel (1982)

## Premi e riconoscimenti
- Prix Femina: 1952 vincitrice con La morte in festa
- Grand Prix national des lettres: 1994 alla carriera